# Шемовець
Шемовець (хорв. Šemovec) — населений пункт у Хорватії, в Вараждинській жупанії у складі громади Трновець-Бартоловецький.

## Населення
Населення за даними перепису 2011 року становило 916 осіб.
Динаміка чисельності населення поселення:

## Клімат
Середня річна температура становить 10,25 °C, середня максимальна – 24,78 °C, а середня мінімальна – -6,43 °C. Середня річна кількість опадів – 817 мм.
| Клімат поселення                              | Клімат поселення | Клімат поселення | Клімат поселення | Клімат поселення | Клімат поселення | Клімат поселення | Клімат поселення | Клімат поселення | Клімат поселення | Клімат поселення | Клімат поселення | Клімат поселення | Клімат поселення |
| Показник                                      | Січ.             | Лют.             | Бер.             | Квіт.            | Трав.            | Черв.            | Лип.             | Серп.            | Вер.             | Жовт.            | Лист.            | Груд.            |                  |
| Середній максимум, °C                         | 5,43             | 7,40             | 11,95            | 16,40            | 21,94            | 24,78            | 24,00            | 23,40            | 19,44            | 14,28            | 8,55             | 4,73             |                  |
| Середня температура, °C                       | −0,51            | 1,46             | 6,01             | 10,47            | 16,00            | 18,85            | 20,04            | 19,44            | 15,50            | 10,35            | 4,61             | 0,79             |                  |
| Середній мінімум, °C                          | −6,43            | −4,46            | 0,06             | 4,54             | 10,08            | 12,92            | 16,10            | 15,52            | 11,55            | 6,41             | 0,66             | −3,15            |                  |
| Норма опадів, мм                              | 40               | 42               | 52               | 64               | 70               | 93               | 85               | 86               | 80               | 75               | 75               | 55               |                  |
| Середньомісячна швидкість вітру, м/с          | 2.00             | 2.30             | 2.60             | 2.60             | 2.40             | 2.20             | 2.10             | 1.90             | 1.90             | 1.95             | 2.10             | 2.10             |                  |
| Середньомісячна сонячна радіація, кДж/м²·день | 4022             | 6739             | 10530            | 14942            | 19115            | 20976            | 21489            | 18742            | 13888            | 8619             | 4482             | 3256             |                  |
| --------------------------------------------- | ---------------- | ---------------- | ---------------- | ---------------- | ---------------- | ---------------- | ---------------- | ---------------- | ---------------- | ---------------- | ---------------- | ---------------- | ---------------- |
| Джерело:                                      |                  |                  |                  |                  |                  |                  |                  |                  |                  |                  |                  |                  |                  |